# Isoproterenol
A isoprenalina, ou isoproterenol, é um medicamento usado para o tratamento de bradicardia (frequência cardíaca baixa), bloqueio cardíaco, broncoespasmos durante a anestesia e raramente para asma. É um agonista β-adrenérgico não seletivo que é o análogo isopropilamina da epinefrina (adrenalina)

## Usos clínicos
A isoprenalina é usado clinicamente como um aerossol inalado para a terapia da asma. Ainda que é ativador dos receptores adrenérgicos, sua ação se assemelha ao dos medicamentos que tendem a ser agonistas mais seletivos dos receptores β2-adrenérgicos, devido a sua capacidade de causar relaxamento das vias aéreas superiores.
É usado também em ampolas e na forma de pílulas sublingual para o tratamento da asma, bronquite crônica e enfisema.
Usado com precauções médicas, pode ser usado para o tratamento de arritmias do tipo torsades de pointes e, por geral, quando o transtorno não responde ao magnésio.

## Farmacologia
O seu uso primário é nos bloqueios cardíacos ou nas bradicardias. Activando os receptores B-1 cardíacos, tem efeitos cronotrópico, inotrópico e dromotrópico postivos.
O isoproterenol é um agonista dos receptores β1 e β2, usado para a asma antes do uso global do salbutamol, o qual tem efeitos mais seletivos sobre as vias aéreas. Sua via de administração pode ser intravenoso, oral, intranasal, subcutâneo ou intramuscular, dependendo de seu uso. Sua meia-vida no plasma sanguíneo é de aproximadamente 2 horas.
O efeito do isoproterenol sobre o sistema cardiovascular se relaciona com sua ação sobre os receptores β1 e β2 do músculo liso das arteríolas produzindo vasodilatação. O isoproterenol possui um efeito inotrópico e cronotrópico positivo sobre o coração, elevando a pressão arterial sistólica, enquanto que seus efeitos vasodilatadores, tendem a produzir uma pressão arterial diastólica baixa.

## Efeitos colaterais
Os efeitos colaterais do isoproterenol se relaciona com seus efeitos cardiovasculares, pode produzir um aumento da frequência cardíaca (taquicardia) o que predispõe o indivíduo a transtornos do ritmo cardíaco. Portanto o isoproterenol deve ser evitado por pacientes cardiopatas isquêmicos.

## Efeitos adversos
Os efeitos adversos incluem nervosismo, insonia, agitação e dores de cabeça.